# 天文台山

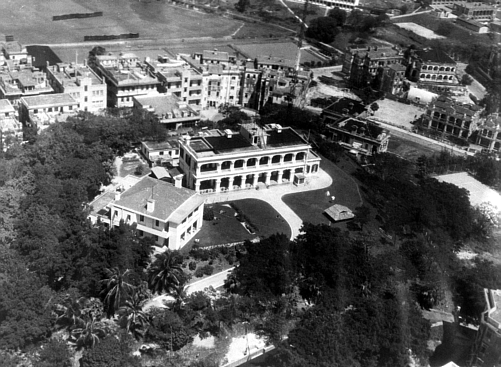
20世纪50年代香港天文台的空中拍摄

天文台山（英語：Observatory Hill，舊稱伊利近山或艾爾尊山，Elgin Hill／Mount Elgin）是香港的一個山丘，海拔約33米，位於九龍尖沙咀北部，為香港天文台總部的所在地，主要道路為天文台道。而山丘南部的諾士佛臺及北部的山林道皆以特色酒吧及餐廳聞名。